# تشارلز نابير
تشارلز نابير (بالإنجليزية:Charles L. Napier) ، مواليد 12 أبريل 1936 وتوفي في 5 أغسطس 2011 ، وهو ممثل أمريكي وعسكري سابق.

## سيرته
كان في بداية حياته ألتحق بالقوات المسلحة الأمريكية عام 1952 ولحق بوحدة أيربورن 11 ، وارتقي إلى رتبة رقيب .
وبعد انهاء الخدمة العسكرية، أصبح ممثلاً سينمائياً، وشارك في عدة أفلام ومنها : فيلم رامبو: الدم الأول 2 ، وشارك في دور قائد العمليات العسكرية في تايلند يدعى مورداك.

## وصلات خارجية
- Charles Napier على موقع فايند أغريف
- تشارلز نابير على موقع IMDb (الإنجليزية)
- تشارلز نابير على موقع ألو سيني (الفرنسية)
- تشارلز نابير على موقع ميوزك برينز (الإنجليزية)
- تشارلز نابير على موقع أول موفي (الإنجليزية)
- تشارلز نابير على موقع قاعدة بيانات الأفلام السويدية (السويدية)
- تشارلز نابير على موقع إن إن دي بي (الإنجليزية)
- تشارلز نابير على موقع قاعدة بيانات الفيلم (الإنجليزية)
- تشارلز نابير على موقع كينوبويسك (الروسية)
- Charles Napier at ميموري ألفا (a ستار تريك ويكي)